# The End of an Era
The End of an Era je třetí studiové album australské rapperky jménem Iggy Azalea. Bylo vydáno 13. srpna 2021 prostřednictvím Bad Dreams a Empire. V standardní edici album obsahuje celkem 14 písní a v deluxe edici bude obsahovat 17 písní. 

## Pozadí
Iggy poprvé zmínila album 9. prosince 2019 po vydání EP Wicked Lips v tweetu, kde odhalila, že plánuje v roce 2020 vydat třetí album.
Poté, co si dala pauzu od sociálních médií, aby se soustředila na své těhotenství a narození syna, se na konci května 2020 vrátila do studia, aby pracovala na albu. Když popisovala zvuk alba, naznačovala experimentálnější pop 90. let smíchaný s rapem. Název alba potvrdila 20. srpna 2020 na Twitteru a vysvětlila, že jde o narážku na její dvacátá léta života, která končí. 
V březnu 2021 tweetovala, že zvuk alba bude návratem k zvuku její mixtapů.
Datum vydání alba oznámila 2. srpna 2021. Seznam skladeb odhalila 5. srpna 2021.

### Singly
Dne 2. dubna 2021 vydala píseň Sip It společně s rapperem Tygou, jako první singl alba. Přesto, že je označován jako první singl, později se ukázalo, že bude zahrnut pouze v deluxe edici alba, zatímco píseň „Brazil“, která vyšla ve stejný den pouze jako propagační singl, je obsažena ve standardní edici. 
Dne 2. července 2021 vydala druhý singl „I Am the Stripclub“. Jeho videoklip, vydaný v tentýž den, vyvolal kontroverzi kvůli obviněním z blackfishingu. Iggy označila obvinění za „směšná a neopodstatněná“. Potvrdila, že v klipu použila světlý make-up značky Armani. „Nosím ho už třetím rokem. Měla jsem ho na sobě v každém videu od Sally Walker. Najednou si ale na sebe dám černou paruku a hned je to problém. Všichni v tom videu vypadají tmavší, je to scéna z klubu! Už mám po krk lidí, kteří překrucují má slova nebo dělají problém z každé kraviny.“ sdělila Iggy.
Dne 6. srpna 2021, týden před vydáním alba, vydala píseň „Sex on the Beach“ se zpěvačkou Sophiou Scott jako propagační singl.

## Seznam skladeb
| Pořadí | Název                                              | Délka |
| ------ | -------------------------------------------------- | ----- |
| 1.     | Sirens                                             | 2:55  |
| 2.     | Brazil                                             | 3:09  |
| 3.     | Pillow Fight                                       | 2:47  |
| 4.     | Emo Club Anthem                                    | 2:50  |
| 5.     | STFU                                               | 2:31  |
| 6.     | I Am The Strip Club                                | 2:48  |
| 7.     | Nights Like This                                   | 2:33  |
| 8.     | Woke Up (Diamonds)                                 | 2:41  |
| 9.     | Is That Right (featuring Bia)                      | 2:50  |
| 10.    | XXXtra                                             | 3:03  |
| 11.    | Peach Body                                         | 3:08  |
| 12.    | Sex on the Beach (featuring Sophia Scott)          | 3:01  |
| 13.    | Good Times with Bad People                         | 2:25  |
| 14.    | Day 3 in Miami (End of an Era)" (featuring Ellise) | 2:46  |